# Motu One (illes de la Societat)
|  | Per a altres significats, vegeu «Motu One». |

Motu One, conegut també com a Bellinghausen, és l'atol més septentrional del grup d'illes de Sotavent de les illes de la Societat, a la Polinèsia Francesa. Administrativament depèn directament del govern territorial. Està situat a 380 km al nord-oest de Tahití.

## Geografia
L'atol consisteix en quatre illots i una llacuna sense cap pas navegable. És un del llocs importants per a la reproducció de les tortugues verdes que venen a niar a la tardor. La superfície total és de 2,8 km² i no té una població permanent.

## Història
Motu One va ser descobert pel rus Otto von Kotzebue, el 1824, que li posà el nom del seu amic l'explorador Fabian von Bellinghausen. El nom motu one significa «illot de sorra» i és un nom comú utilitzat en altres indrets. Altres noms històrics són: Papa Iti i Temiromiro. No hi ha evidències que fos poblat fins fa poc temps. En la dècada dels anys 1950 va ser ocupat per treballadors de copra, però abandonat a la dècada següent.